# Raymond Donau
Raymond Victor Joseph Donau (* 2. Juli 1862 in Givet; † 4. August 1930 ebenda) war ein französischer Offizier und Amateurarchäologe.
Nach dem Besuch der Schulen in Givet und Namur trat Donau 1883 in die École Spéciale Militaire de Saint-Cyr ein. 1885 begann er seinen Truppendienst bei einem Infanterieregiment in Dunkerque. Nach seinem Einsatz bei der Linieninfanterie bat er 1889 als Offizier um seine Entsendung zum französischen Nachrichtendienst nach Tunesien. Im selben Jahr noch wurde er versetzt und zunächst in Aïn Draham eingesetzt. Hier lernte er Arabisch und begann, sich mit der Bevölkerung und Landeskunde von Tunesien zu beschäftigen. Ab 1890 folgte seine Versetzung nach Medenine. Von 1892 bis 1895 war er im Rang eines Leutnants als Generalstabsbeamter Chef des Büros in Tatahouine. Im Jahr 1895 wurde Donau nach Frankreich zurückbeordert und kam nach Mayenne (Pays de la Loire). Er erreichte jedoch 1899 seine erneute Versetzung nach Tunesien. Hier war er zunächst in Le Kef und ab März 1900 im Rang eines Hauptmanns Oberbefehlshaber für den Kreis Kebili eingesetzt, wo er für die Verbindung zur lokalen Bevölkerung („affaires indigènes“) zuständig war. Im Jahr 1906 folgte seine Bestallung zum Kontrolleur der südlichen Territorien, bevor er im Jahr darauf Bataillonskommandeur und Militärkommandant dieser Territorien wurde. Er beschäftigte sich intensiv mit der historischen Landeskunde Südtunesiens. Insbesondere die reichen Hinterlassenschaften der römischen Besiedlung interessierten ihn und er erforschte systematisch zu Pferde die römischen Straßenverläufe und die Befestigungen des Limes Tripolitanus. Er verzeichnete minutiös seine Beobachtungen, fertigte Pläne an und dokumentierte Inschriften. Daraus gingen zahlreiche Aufsätze in Zeitschriften hervor.
Von 1914 bis 1918 nahm er als Oberstleutnant am Ersten Weltkrieg teil und kämpfte u. a. in Verdun und behielt diese Rang bis zum Tag seiner Pensionierung. 1918 kehrte er als Militärkommandant von Südtunesien nach Medenine zurück. Im Jahr 1919 trat er im Rang eines Obersts in den Ruhestand, den er in Bougara verbrachte, und ging weiter seinen Studien nach.